# Teja Černe
Teja Černe (Koper, Yugoslavia, 29 de septiembre de 1984) es una deportista eslovena que compitió en vela en la clase 470. Ganó una medalla de plata en el Campeonato Europeo de 470 de 2012.

## Palmarés internacional
| \| Campeonato Europeo \| Campeonato Europeo \| Campeonato Europeo \| Campeonato Europeo \| \| Año \| Lugar \| Medalla \| Clase \| \| ------------------ \| ------------------- \| ------------------ \| ------------------ \| \| 2012 \| Largs (Reino Unido) \| Medalla de plata \| 470 \| |                     |                  |       |
| Campeonato Europeo |                     |                  |       |
| Año | Lugar               | Medalla          | Clase |
| 2012 | Largs (Reino Unido) | Medalla de plata | 470   |